# Аренто
Аренто́ (фр. Arinthod) — муніципалітет у Франції, у регіоні Бургундія-Франш-Конте, департамент Жура. Населення — 1131 особа (01.01.2021).
Муніципалітет розташований на відстані близько 370 км на південний схід від Парижа, 105 км на південь від Безансона, 32 км на південь від Лонс-ле-Соньє.

## Історія
У 1956-2015 роках муніципалітет перебував у складі регіону Франш-Конте. Від 1 січня 2016 року належить до нового об'єднаного регіону Бургундія-Франш-Конте.
1 січня 2018 року до Аренто приєднали колишній муніципалітет Шиссер'я.

## Демографія
Динаміка населення (Insee ):
Розподіл населення за віком та статтю (2006):
| Стать | Всього | До 15 років | 15-24 | 25-44 | 45-64 | 65-85 | Понад 85 |
| --- | ------ | ----------- | ----- | ----- | ----- | ----- | -------- |
| Чоловіки | 596    | 92          | 88    | 160   | 152   | 96    | 8        |
| Жінки | 612    | 112         | 76    | 108   | 160   | 120   | 36       |
| \| Статево-вікова піраміда \| Статево-вікова піраміда \| Статево-вікова піраміда \| \| ----------------------- \| ----------------------- \| ----------------------- \| \| Чоловіки \| Вік \| Жінки \| \| 8 \| 85 + \| 36 \| \| 8 \| 80-84 \| 32 \| \| 24 \| 75-79 \| 32 \| \| 40 \| 70-74 \| 32 \| \| 24 \| 65-69 \| 24 \| \| 32 \| 60-64 \| 32 \| \| 20 \| 55-59 \| 32 \| \| 56 \| 50-54 \| 36 \| \| 44 \| 45-49 \| 60 \| \| 60 \| 40-44 \| 28 \| \| 32 \| 35-39 \| 32 \| \| 40 \| 30-34 \| 24 \| \| 28 \| 25-29 \| 24 \| \| 36 \| 20-24 \| 40 \| \| 52 \| 15-20 \| 36 \| \| 40 \| 10-14 \| 16 \| \| 28 \| 5-9 \| 44 \| \| 24 \| 0-4 \| 52 \| |        |             |       |       |       |       |          |
| Статево-вікова піраміда |        |             |       |       |       |       |          |
| Чоловіки | Вік    | Жінки       |       |       |       |       |          |
| 8 | 85 +   | 36          |       |       |       |       |          |
| 8 | 80-84  | 32          |       |       |       |       |          |
| 24 | 75-79  | 32          |       |       |       |       |          |
| 40 | 70-74  | 32          |       |       |       |       |          |
| 24 | 65-69  | 24          |       |       |       |       |          |
| 32 | 60-64  | 32          |       |       |       |       |          |
| 20 | 55-59  | 32          |       |       |       |       |          |
| 56 | 50-54  | 36          |       |       |       |       |          |
| 44 | 45-49  | 60          |       |       |       |       |          |
| 60 | 40-44  | 28          |       |       |       |       |          |
| 32 | 35-39  | 32          |       |       |       |       |          |
| 40 | 30-34  | 24          |       |       |       |       |          |
| 28 | 25-29  | 24          |       |       |       |       |          |
| 36 | 20-24  | 40          |       |       |       |       |          |
| 52 | 15-20  | 36          |       |       |       |       |          |
| 40 | 10-14  | 16          |       |       |       |       |          |
| 28 | 5-9    | 44          |       |       |       |       |          |
| 24 | 0-4    | 52          |       |       |       |       |          |

## Економіка
2010 року серед 661 особи працездатного віку (15—64 років) 502 були активними, 159 — неактивними (показник активності 75,9%, у 1999 році було 70,8%). З 502 активних мешканців працювали 432 особи (249 чоловіків та 183 жінки), безробітними було 70 (30 чоловіків та 40 жінок). Серед 159 неактивних 35 осіб було учнями чи студентами, 72 — пенсіонерами, 52 були неактивними з інших причин.

У 2010 році в муніципалітеті нараховувалось 477 оподаткованих домогосподарств, у яких проживали 1079,5 особи, медіана доходів виносила 15 882 євро на одного особоспоживача